# Linea Kamiiida
La linea Kamiiida (上飯田線?, Kamiiida-sen) o linea 7, le cui stazioni sono indicate con la lettera K, è una breve linea della metropolitana di Nagoya nella città di Nagoya in Giappone. La linea collega le stazioni di Kamiiida e Heian-dōri, entrambe situate nel quartiere di Kita-ku, nella zona nord della città. La linea è inferiore al chilometro e serve due stazioni, ma ciò nonostante è di grande importanza perché si collega con la linea Meitetsu Komaki, nella quale i treni proseguono. La linea è in attesa di prolungamento.

## Caratteristiche
- Scartamento: 1.067 mm
- Alimentazione: 1.500 V tramite catenaria
- Velocità massima: 75 km/ora

## Servizi
La linea è interconnessa con la linea Meitetsu Komaki, i servizi tra le 2 linee sono comuni.

## Stazioni
Tutte le stazioni si trovano a Nagoya, nella prefettura di Aichi. La linea Kamiida ha 2 stazioni, identificate K01 e K02.
| N°                                                         | Stazione                                                   | Giapponese                                                 | Distanza (km)                                              | Collegamenti                                               | Posizione                                                  |
| ↑ Servizio diretto da/per la linea Meitetsu Linea Komaki ↑ | ↑ Servizio diretto da/per la linea Meitetsu Linea Komaki ↑ | ↑ Servizio diretto da/per la linea Meitetsu Linea Komaki ↑ | ↑ Servizio diretto da/per la linea Meitetsu Linea Komaki ↑ | ↑ Servizio diretto da/per la linea Meitetsu Linea Komaki ↑ | ↑ Servizio diretto da/per la linea Meitetsu Linea Komaki ↑ |
| ---------------------------------------------------------- | ---------------------------------------------------------- | ---------------------------------------------------------- | ---------------------------------------------------------- | ---------------------------------------------------------- | ---------------------------------------------------------- |
| K01                                                        | Kamiiida                                                   | 上飯田                                                     | 0                                                          | Meitetsu : Komaki (interconnessione)                       | Kita                                                       |
| K02                                                        | Heian-dōri                                                 | 平安通                                                     | 0,8                                                        | Metropolitana di Nagoya : Meijō                            | Kita                                                       |

## Materiale rotabile

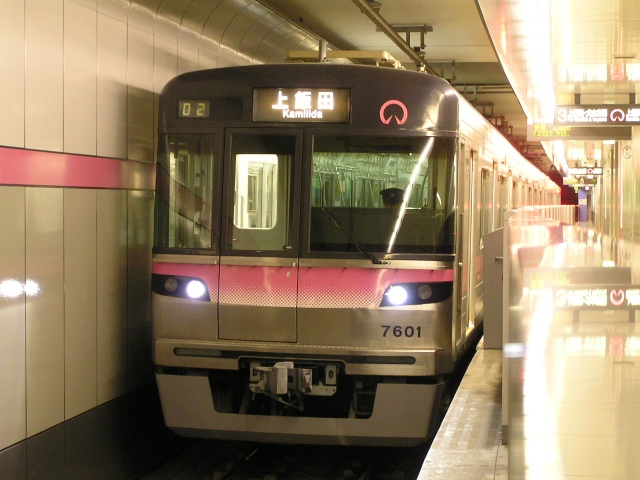
Serie 7000
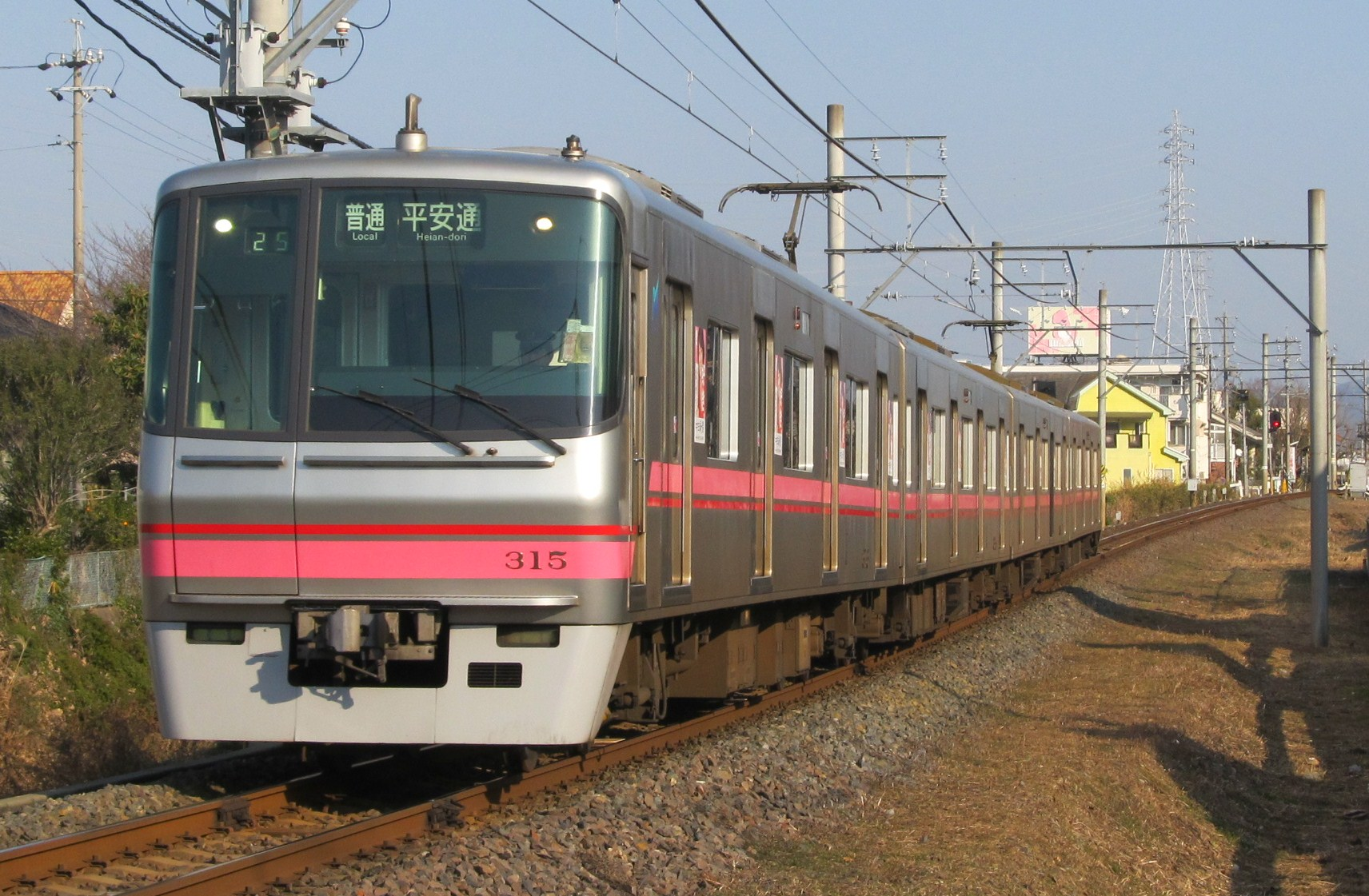
Meitetsu serie 300